# Великанов, Георгий Вячеславович
Георгий Вячеславович Великанов (13 июня 1982, Москва — 24 января 2018, Красногорск) — служитель Русской православной церкви, алтарник, катехизатор. Стал известен благодаря спасению упавшего на рельсы человека ценой своей жизни. После смерти Георгия стали публиковаться и его литературные сочинения.

## Биография
Георгий Великанов родился в Москве в семье воцерковленных родителей. С детства принимал участие в православных богослужениях. В юности учился в Государственном академическом университете гуманитарных наук, изучал историю и философию. Позже окончил богословский факультет Православного Свято-Тихоновского гуманитарного университета (ПСТГУ) и там же работал.
В 2011—2012 годах был пресс-секретарем фонда «Милосердие». Участвовал в разнообразных благотворительных инициативах. В качестве алтарника и певчего служил в Храме Всемилостивого Спаса в Митино. В последние годы жизни также трудился в Синодальном отделе по церковной благотворительности и социальному служению РПЦ. Готовился к рукоположению в сан диакона.

### Гибель
Погиб 24 января 2018 года, спустившись на железнодорожные пути у платформы Красногорская. На путях находился бездомный в состоянии алкогольного опьянения. Впоследствии он назвался Михаилом и подтвердил, что был пьян в момент происшествия. Георгий Великанов спустился к рельсам, чтобы помочь Михаилу выбраться на платформу до приближения электропоезда. Михаил успел спрятаться под платформой, однако Георгия сбил поезд. Его пережила супруга Наталья.
Гибель Георгия Великанова вызвала общественный резонанс. О его поступке написали такие издания, как «Правмир», «Комсомольская правда», «Такие дела», «Милосердие.ру», «Фома», «Medialeaks», информационные агентства «ТАСС», «РИА Новости».

## Награды
Правительство Московской области присудило Георгию Великанову главный приз и звание «Человек года — 2018», который был вручён Наталье Великановой, вдове Георгия Великанова.

## Память
В январе 2021 года около 15 российских деятелей искусства, среди которых Псой Короленко, Алексей Колодицкий (группа «Точка росы»), Юлия Теуникова, Евгений Королёв сняли видеоконцерт в память о Георгие Великанове.